# Золотая провинция
«Золотая провинция» — ежегодный театральный фестиваль, проходящий в Пензенской области. Его инициатором выступает Пензенская региональная общественная организация театрально-фестивальный центр "Золотая провинция" в составе которой — актёры существовавшей ранее театр-студии «Бум!»,

## Золотая провинция — I
I всероссийский театральный фестиваль «Золотая провинция» проходил в 2012 году с 26 по 28 апреля под девизом «Театр — детям». Фестиваль призвал продолжить лучшие театральные традиции города Кузнецка и возродить театральную культуру в провинции. Итогом фестиваля стал круглый стол на тему «Необходим ли театр в провинции?».
Участники и спектакли фестиваля

Открытие фестиваля

- Пензенский областной драматический театр имени А. В. Луначарского, Пенза — музыкальная сказка «День рождения кота Леопольда», А. Хайт;[5]
- МУ ТЮЗ города Заречный — рождественская сказка «Бык, осёл и звезда», М. Бартенев; комедия «Бешеные деньги», А. Н. Островский;[6]
- Театр-студия «Аль’Т», Кузнецк — выброшенная мелодия «Стая», Д. Стро;
- Театр-студия «Enfant- terrible», Ульяновск — балаган-экспромт «Волшебное кольцо», Б. Шергин, А. Платонов;
- «Класс-Центр» музыкально-драматического искусства, Москва — открытый урок «Евгений Онегин — история одной дуэли», А. С. Пушкин.
- Цирковая труппа «Парад-Алле», Кузнецк.

Почётные гости фестиваля
- Наталия Кугель — председатель пензенского отделения «Союза театральных деятелей РФ», заслуженный деятель искусств Российской Федерации;[7]
- Кирилл Застрожный — заместитель начальника управления культуры и архива Пензенской области;
- Анастасия Ефремова — театральный критик, председатель фонда Олега Ефремова, председатель экспертного совета фестиваля, Москва.[7]

## Золотая провинция — II
II всероссийский театральный фестиваль «Золотая провинция» прошёл в 2013 году с 20 по 24 апреля. Фестиваль создан Пензенской региональной общественной организацией театрально-фестивальный центр «Золотая провинция», основной задачей которой является развитие театрального движения на территории Пензенской области. Художественный руководитель фестиваля Наталья Тёскина — председатель Пензенской региональной общественной организации театрально-фестивальный центр «Золотая провинция».
Участники и спектакли фестиваля
- Пензенский областной драматический театр имени А. В. Луначарского, Пенза — исторический детектив «История одного преступления», О. Михайлова; музыкальная сказка «Муха-Цокотуха» по стихам К. Чуковского, Ю. Дунаев;
- «Класс-Центр» музыкально-драматического искусства, Москва — музыкальный спектакль «От Балды», по сказке А. С. Пушкина «Сказка о попе и о работнике его Балде»;
- Молодёжный театр Кирилла Королёва, Москва — драма абсурда «Когда дождь застучит по крышам скворечен», Я. А. Пулинович;
- «У Моста», Пермь — ирландская комедия «Калека с Инишмана», психологический коМикс «Безрукий из Спокэна», М. МакДонах;
- Учебный театр «Надежда», Ярославль — автобиографическая драма «Белое на чёрном», Рубен Гальего;
- Театр-студия «Enfant-terrible», Ульяновск — игра в жмурки «Леди Макбет Мценского уезда» по произведению Н. С. Лескова; кукольный спектакль «Чудесные странники»;
- Театральная студия «Арлекин», Заречный — «Наказание без преступления», Ф. М. Достоевский;
- Березниковский драматический театр, Березники — документальная сказка «Вагончик мой дальний» по повести А. Приставкина, Я. А. Пулинович;
- Театр-студия «Аль’Т», Кузнецк — грустная история «Тук-тук, кто там?», М. М. Бартенев;
- «Театр Доктора Дапертутто» (Центр театрального искусства «Дом Мейерхольда»), Пенза — спектакль по пьесе Бена Джонсона «Венецианские затейники»;
- МУ ТЮЗ города Заречный — невероятная история «Женитьба», Н. В. Гоголь.

## Золотая провинция — III
III всероссийский театральный фестиваль «Золотая провинция» прошёл в 2014 году с 22 по 26 апреля.
Участники и спектакли фестиваля
- Пензенский областной драматический театр имени А. В. Луначарского, Пенза — трагифарс «Куклы» по мотивам пьесы Х. Грау; музыкальная сказка «Королевская корова», Л. Титов, А. Староторжский;
- Музыкальный театр города Пушкино, Московская область, — мюзикл «Синяя птица», А. Петров;
- Балаковский драматический театр им. Е. Лебедева, Балаково, драма «Четыре капли», В. Розов;
- Камерный театр города Смоленск, Смоленск — лирическая комедия «Фантазии Фарятьева», А. Соколова;
- Театральная студия «Арлекин», Заречный — комедия «Маркус и Шекспир» по повести К. Хагерюпа;
- Театр-студия «Enfant-terrible», Ульяновск — возможная история «Слон Хортон» по произведениям Доктора Сьюз; кукольный спектакль «Чудесные странники»;
- Детский камерный музыкальный театр, Пенза — мюзикл «Том Сойер и его друзья», Марк Твен; «Мцыри» по поэме М. Ю. Лермонтова;
- Театр Юного Зрителя, Заречный — комедия в двух действиях «Тартюф, или Обманщик», Мольер;
- Театральная студия «Игра», Кузнецк — музыкальная сказка «Страсти по Насте» по произведениям М. Бартенева;
- Театр-студия «Белая ворона», Пенза — психологический детектив «Мышеловка», Агата Кристи;
- Театр-студия «Подиум», Димитровград — лирическая комедия «Мой внук Вениамин», Л. Улицкая.

Почётные гости фестиваля и члены жюри
- Наталия Кугель — председатель Пензенского отделения «Союза театральных деятелей РФ», заслуженный деятель искусств Российской Федерации;
- Сергей Казаков — заслуженный артист РФ,художественный руководитель Пензенского областного драматического театра имени А. В. Луначарского;
- Анастасия Ефремова — театральный критик, Москва;
- Олег Снопков — заслуженный деятель искусств Российской Федерации, преподаватель ГИТИС, Москва.

## Золотая провинция — IV
IV всероссийский театральный фестиваль «Золотая провинция» проходил в 2015 году с 14 по 18 апреля на театральных площадках Кузнецка и Пензы. Гран-при фестиваля получил спектакль «На дне» пермского театра «У Моста».
Участники и спектакли фестиваля
- Пермский театр «У Моста» — трагикомедия «На дне», Максим Горький, триллер «Панночка», Н. Н. Садур, режиссёр-постановщик Сергей Федотов.
- Пензенский областной драматический театр имени А. В. Луначарского, Пенза — трагедия в двух действиях «Ромео и Джульетта», В. Шекспир; музыкальная сказка «Новые приключения братца Кролика и братца Лиса», С. Астраханцев, режиссёр-постановщик Ансар Халилуллин;
- Театр-студия «Enfant-terrible», Ульяновск — нечаянная исповедь «Страсти по Мокинпотту», П. Вайс;
- Молодёжный театр Кирилла Королёва, Москва — драматическое путешествие во времени «Один час с сорок пятом», режиссёр-постановщик Кирилл Королёв.
- Детский камерный музыкальный театр Светланы Орешкиной, Пенза — пластический спектакль «Клоун с осенью в сердце», посвящение памяти Леонида Енгибарова;
- Образцовый творческий коллектив «Маленькая страна-42 улица», Пенза — спектакль «Великий взрыв» по повести Э. Файн «Мучные младенцы»;
- Театральная студия «Игра», Кузнецк — драма «Варшавский набат», В. Коростылёв;
- Театр-студия «Белая ворона», Пенза — игра в сказки для взрослых «Брокенвиль», Ф. Ридли.

Почётные гости фестиваля и члены жюри
- Сергей Казаков — заслуженный артист РФ, художественный руководитель Пензенского областного драматического театра имени А. В. Луначарского;
- Анастасия Ефремова — театральный критик, председатель фонда Олега Ефремова, председатель жюри фестиваля, Москва;
- Олег Снопков — заслуженный деятель искусств Российской Федерации, преподаватель ГИТИС, Москва;
- Наталья Тёскина — председатель Пензенской региональной общественной организации театрально-фестивальный центр «Золотая провинция».

## Золотая провинция — V
V юбилейный всероссийский театральный фестиваль «Золотая провинция» прошёл в 2016 году с 18 по 24 апреля на театральных площадках города Кузнецка и Пензы. Всего в программе приняли участие 12 профессиональных и любительских коллективов из Москвы, Саратова, Перми, Пензы, Кузнецка и Заречного.
Участники и спектакли фестиваля
- Театр «У Моста», Пермь — фантасмагория «Женитьба», Н. В. Гоголь; фантастическая история «Зверь», В. Синакевич, М. Гиндин; режиссёр-постановщик Сергей Федотов;
- Театр Юного Зрителя, Заречный — музыкальная история «Красная шапочка», Е. Шварц;
- Пензенский областной драматический театр имени А. В. Луначарского, Пенза — музыкальная сказка «Бонифаций»; музыкальная комедия «Севастопольский вальс», К. Я. Листов;
- театральная студия «Ступени», Кузнецк — детские забавы по произведениям К. И. Чуковского «Мухотушки»;
- Саратовский академический театр драмы имени И. А. Слонова — вкусная история «Свирели из карамели», Игорь Игнатов;
- «Класс-Центр» музыкально-драматического искусства, Москва — «Любит — не любит», Г. Зальцман; «Лекарь поневоле», Ж. Б. Мольер;
- Пензенский областной театр «Кукольный дом», Пенза — «Жили-были» по мотивам русской народной сказки «Машенька и Медведь», В. Бирюков;
- Молодёжный театр Кирилла Королёва, Москва — комедия «Лекарь поневоле», Мольер; «Наташина мечта», Я. А. Пулинович;
- Центральный Дом актёра имени А. А. Яблочкиной, Москва — «Один день из жизни девицы Любы Отрадиной», А. Н. Островский;
- Arcadia-театр, Москва — комедия «Балаган», Чарльз Мори;
- учебный театр «ДМШ № 15», Пенза — школьный анекдот «Колышки для козы», А. Хмелик; поэтическая духовная драма «Ров», А. Вознесенский;
- Театр Доктора Дапертутто, Пенза — спектакль «Дневник Анны Франк»;
- Пензенский театр юного зрителя, Пенза — моноспектакль «Демон», М. Ю. Лермонтов.

## Золотая провинция — VI
VI международный театральный фестиваль «Золотая провинция» состоялся в 2017 году с 17 по 22 апреля в Кузнецке и Пензе. Всего было поставлено 22 спектакля на трёх площадках.
Участники и спектакли фестиваля
- Театр «У Моста», Пермь — музыкальная комедия «Ханума», А. А. Цагарели; жестокая комедия «Зойкина квартира», М. А. Булгаков; режиссёр-постановщик Сергей Федотов;
- Театр «Zero», Израиль — постановка «Страдальцы», А. П. Чехов; комедия «Он и Она. Провинциальная гастроль» по рассказам А. П. Чехова;
- Студия актёрского мастерства «Верю», Израиль, Тель-Авив — «Старомодная комедия» по пьесе А. Арбузова;
- Московский областной театр драмы и комедии, Москва — комедия «Мнимый больной», Жан-Батист Мольер;
- Молодёжный театр Кирилла Королёва, Москва — драма «Что случилось в зоопарке», Эдвард Олби;
- театральная студия «Ступени», Кузнецк — ироничный детектив «Загадка старого дома»;
- Театр Юного Зрителя, Заречный — музыкальная сказка «Снегурушка», М. Бартенев; притча «Дракон», Е. Шварц;
- Театр Юного Зрителя, Пенза — комедия «Герой», Д. М. Синг; сказка по мотивам произведения писателя Яна Экхольма «Людвиг и Тутта»;
- Пензенский областной драматический театр имени А. В. Луначарского, Пенза — танцевально-пластический спектакль по мотивам сказки Э. Т. А. Гофмана «Щелкунчик»; драма «Путь левой руки», О. Михайлова;
- Пензенский областной театр «Кукольный дом», Пенза — «Сказка дождя» по мотивам пьесы Г. Остера «Клочки по закоулочкам»;
- Учебный театр «Утро» ДМШ имени В. П. Чеха, Пенза — спектакль «Наташина мечта», Я. А. Пулинович;
- Образцовый коллектив ТО «Маленькая страна — 42 Улица», Пенза — драма «Революция» по мотивам романа Дженнифер Доннелли и пьесе Евгения Тыщука «Солнышко внутри»;

## Золотая провинция — VII
VII международный театральный фестиваль проходил с 9 по 15 апреля 2018 года на театральных площадках в Кузнецке, Пензе, Заречном и в музее А.Н. Радищева села Радищево. Фестиваль посвящён пятилетию Пензенской региональной общественной организации театрально-фестивальный центр «Золотая провинция», которая является организатором данного театрального праздника.
Участники и спектакли фестиваля
- Театр «У Моста», Пермь — спектакль «Мастер и Маргарита», М.А. Булгаков; мрачная  комедия «Палачи», М. Макдонах; режиссёр-постановщик Сергей Федотов;
- Trickster Sound Group, Германия — театральный перформанс «Легенды о Кролике Виннебаго»;
- Театр «Zero», Израиль — еврейская сказка о любви и страсти «Тойбеле и её демон», И. Башевис-Зингер;
- Курганский государственный театр драмы, Курган — «Лада, или Радость. Хроника верной и счастливой любви», Т.Ю. Кибиров;
- Центральный Дом актёра имени А. А. Яблочкиной, Москва —  театральный проект «Сказка о царе Салтане, о сыне его славном и могучем богатыре князе Гвидоне Салтановиче и о прекрасной царевне Лебеди», А.С. Пушкин;
- Драматический театр имени А. Н. Толстого, Сызрань — офисный детектив «Метод Грёнхольма», Ж. Гальсеран;
- Пензенский областной драматический театр имени А. В. Луначарского, Пенза — сновидение в одном действии «В зале есть врач?», Е.С. Трусевич; танцевально-пластический спектакль по мотивам сказки братьев Гримм «Белоснежка», А. Зыков;
- Театр Юного Зрителя, Заречный — пьеса «Бесприданница», А.Н. Островский;
- студенческий театр ННГУ, Нижний Новгород — провинциальная история в одном действии «Остров Инишмаан» (по пьесе М. Макдонаха «Калека с острова Инишмаан»);
- Театральная студия «Ступени», Кузнецк — детские фантазии по пьесе К. Королёва «Ку-Ка-Рям-БА!»;
- Образцовый учебный театр «УТРО», Пенза — спектакль «Корова», А. Платонов.

## Золотая провинция — VIII
VIII международный театральный фестиваль проходил с 8 по 14 апреля 2019 года на театральных площадках в Кузнецке и Пензе.
Участники и спектакли фестиваля
- Театр «У Моста», Пермь — комедия-мистификация «Игроки», Николай Гоголь; комедия «Ревизор», Николай Гоголь; архетипичная притча «Камедыя», Владимир Рудов; режиссёр-постановщик Сергей Федотов;
- «Русская сцена», Берлин — спектакль «Рудольф Нуреев. 48 часов» по книге К. Маккэнна «Танцовщик», Инна Соколова-Гордон;
- «Открытый театр», Тбилиси — психопатическая комедия «Сироты» по пьесе М. МакДонаха «Сиротливый Запад»;
- Творческая группа «Неноватор», Санкт-Петербург — трагифарс «Двери» (по мотивам пьесе Славомира Мрожека «Стриптиз» и «В открытом море»); спектакль «Москва-Петушки», В. Ерофеев;
- Центральный Дом актёра имени А. А. Яблочкиной, Москва — бенефис для актрис ненужного возраста «Три сестры и дядя Ваня», Марина Гаврилова; драматические этюды «Листки из сожжённой тетради», Павел Тихомиров;
- Московский драматический театр «Сфера» — трагифарс «Почему спешат часы», Бернард Слейд; комедия «Старший сын», Александр Вампилов;
- Курганский государственный театр драмы, Курган — фантасмагория жизни «Отец Сергий» по повести Льва Толстого, Ася Волошина;
- Театральная студия «Ступени», Кузнецк — история о чуде «Сотворившая чудо», Кирилл Королев по Уильяму Гибсону;
- Пензенский областной театр «Кукольный дом», Пенза — «Как лиса медведя обманывала», В. Бирюков;
- Театр «Слово», Пенза — литературно-джазовая зарисовка «Бродский на троих»;
- Театр Юного Зрителя,  Пенза — драма «Изергиль (Бог сделает меня сильной)», Максим Горький; спектакль «Гроза», А. Н. Островский;
- МУ ТЮЗ города Заречный — спектакль «В дороге», Виктор Розов.

## Золотая провинция — IX
IX международный театральный фестиваль проходил с 19  по 26 апреля 2020 года на театральных площадках города Кузнецка, Пензы и Заречного. Посвящен 75-й годовщине Победы в Великой Отечественной войне.
Участники и спектакли фестиваля
- Театр «У Моста», Пермь — трагикомедия «Сиротливый Запад»  Мартин МакДонах, музыкальная комедия «Мачеха Саманишвили» В.Констанитинов, Б.Рацер (по мотивам рассказа Давида Клдиашвили) режиссёр-постановщик Сергей Федотов;
- Московский областной « Театр Драмы и Комедии» г. Ногинск  - "Чайка" А.П.Чехов (комедия), режиссёр Вера Анненкова;
- Театр «Русская сцена» Берлин,Германия-драма «...и вот пришел Иуда...», Л. Андреев, Инна Соколова-Гордон. Режиссёр Инна Гордон(онлайн);
- Проект  болгарский культурный центр. Болгария -Россия- « Kill this woman» Не убивайте эту женщину» по пьесе Майи Праматаровой, Лауреат Премии Правительства Москвы Валентина Козлова;
- Театр для детей и молодежи имени Б. И. Равенских , Старый Оскол - «Голубь в Сантьяго» по поэме Е. Евтушенко, режиссёр Марина Карцева;
- Центральный Дом актёра имени А. А. Яблочкиной, Москва — музыкальный спектакль  «Песни от Главной!» режиссёр Павел Тихомиров, бенефис для актрис ненужного возраста «Три сестры и дядя Ваня», Марина Гаврилова;режиссёры Наталья Красноярская и Павел Тихомиров;
- Актер театра и кино Андрей Зибров,  Россия, Санкт-Петербург - «Рассказы бродячей собаки» моноспектакль по мотивам произведений Э.Кочергина
- Алматинский театр им. Байтена Омарова «Жас Сахна» ,Казахстан- «Мой маленький Оскар» по произведению Э.-Э. Шмитт, режиссёр Марианна Покровская
- Театр  МоноАрт ,  Израиль-  «Странствия со стихами» по пьесе Я.Иовновича
- Московский драматический Театр под  руководством Армена Джигарханяна — Фантазия по мотивам знаменитой поэмы о народном герое Василии Тёркине «Василий Тёркин» А. Твардовский, режиссёр Андрей Крупник;
- Пензенский областной драматический театр им. А. В. Луначарского (Пенза) - трагикомедия в двух действиях «...Чума на оба ваши дома!» Григорий Горин, режиссёр Александр Баркар;
- Центр театрального искусства "Дом Мейерхольда". "Театр Доктора Дапертутто, Пенза - (Опус 29) по мотивам произведений Венедикта Ерофеева, Алексея Апухтина и др. «Да, васильки, васильки...», режиссёр Наталия Кугель;
- Театральная студия «Ступени», Кузнецк - игры со скакалкой «До третьих петухов»  по произведению В.М.Шукшина, режиссёр Наталья Тёскина
- Студенческий театр «Кириллица» Пенза - трагикомедия «Шинель» Н. В. Гоголь,  режиссёр Константин Бутин;
- Театр Юного Зрителя,  Пенза — антикомедия «Горе от ума»» А. С. Грибоедов, режиссёр Владимир Карпов;
- МУ ТЮЗ города Заречный — драма «Месяц в деревне» по пьесе И. С. Тургенева, режиссёр Рустем Фесак ;
- Театр «СЛОВО» Пенза -  музыкально-поэтический спектакль «Русская Душа» создан на основе поэмы Д. Самойлова «Цыгановы», режиссёр Павел Тачков;
- Творческий коллектив «Неноватор» , Санкт-Петербург(онлайн)- трагифарс «Тюремный тариф Премиум-класса», по одноименной пьесе Владимира Горбаня.